# Cucina dei Gonzaga

Blasonatura araldica dei Gonzaga successiva al 1530

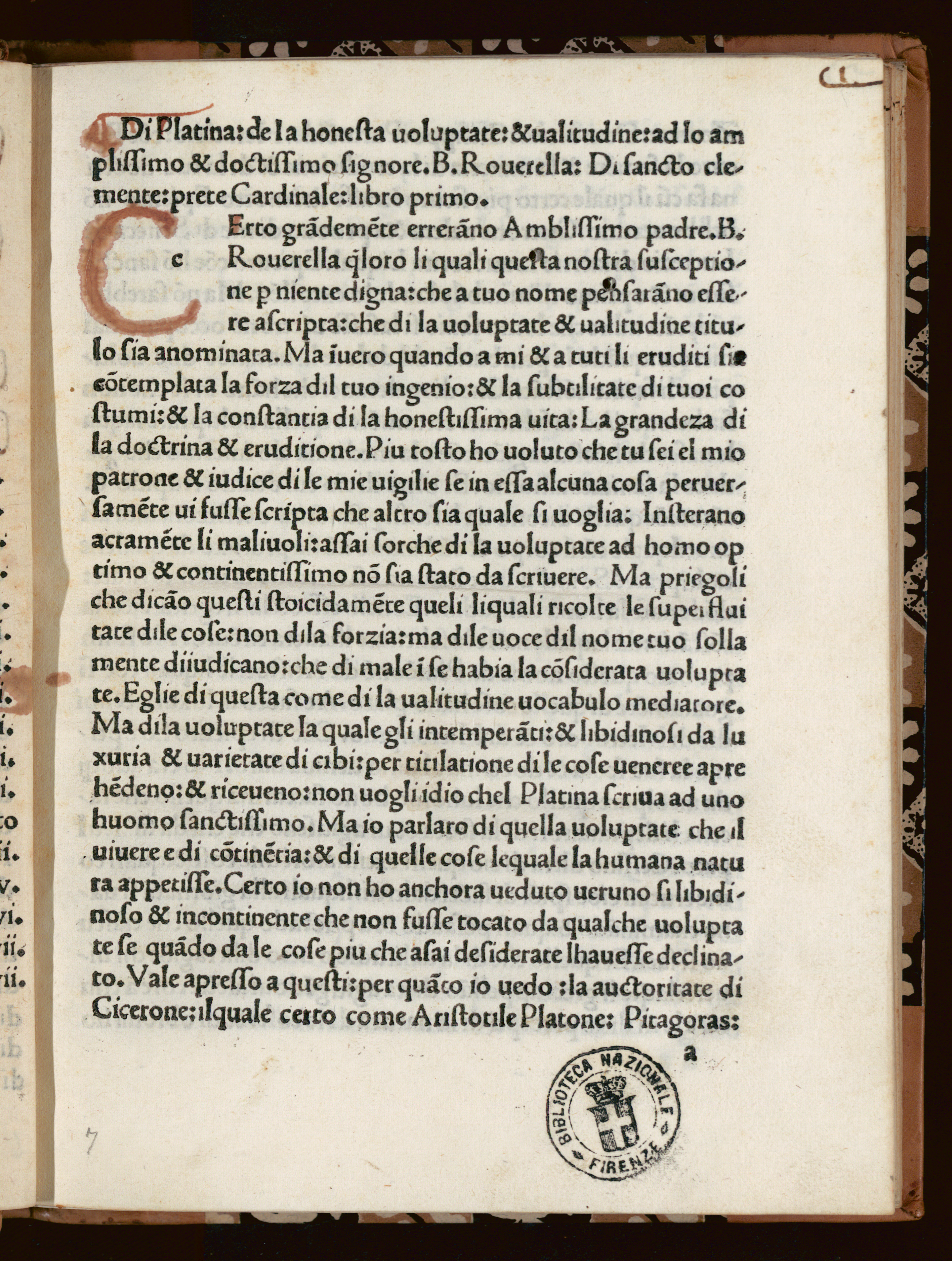
Bartolomeo Sacchi, De honesta voluptate et valetudine.

## Cucina “di principi e di popolo”
I Gonzaga di Mantova, oltre alla raffinatezza della loro corte, sono anche ricordati per l'arte della cucina, definita da molti “di principi e di popolo”, perché hanno saputo coniugare piatti tipicamente popolari (esempio, la polenta fritta spolverata di zucchero) con piatti decisamente più elaborati, vanto dei numerosissimi cuochi che si sono alternati alla loro corte. Essi hanno saputo lasciare un'impronta nella gastronomia italiana, data dai prodotti ricavati dalla fertilità della loro terra (grano e riso soprattutto) e dall'importanza delle loro corti.
Bartolomeo Sacchi detto il Platina, che operò come precettore dei figli del marchese Ludovico III, lasciò un'impronta nella cucina della corte mantovana: pubblicò a Venezia nel 1474 il trattato di gastronomia De honesta voluptate et valetudine che ben presto si diffuse presso tutte le corti d'Europa e dove si insegnava l'uso delle risorse del territorio a seconda delle stagioni.

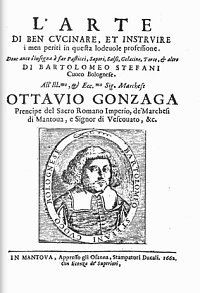
Frontespizio del volume L'arte di ben cucinare di Bartolomeo Stefani

Con l'arrivo di Isabella d'Este nel 1490 la cucina mantovana venne influenzata da quella emiliana: la marchesa si avvalse infatti della consulenza di Cristoforo di Messisbugo, cuoco dei signori di Ferrara, che pare avesse creato appositamente per lei la “torta delle rose”. La corte dei Gonzaga è ricordata sia per i fastosi banchetti, che per la ricchezza della tavola e per gli elaborati piatti preparati da schiere di esperti cuochi, che lavoravano giornate intere per preparare i sontuosi piatti voluti dai signori di Mantova. Ricchissimo fu il banchetto che Isabella e il fratello Alfonso, duca di Ferrara, fecero allestire dal Messisbugo in occasione dell'arrivo a Mantova nel 1530 dell'imperatore Carlo V e del suo seguito, al quale parteciparono circa settecento invitati e del quale si parlò per anni in tutte le corti d'Europa.
Tra la ricca varietà locale merita un posto di riguardo un importante piatto della cucina mantovana, i tortelli di zucca, molto diffuso sulle tavole locali alla vigilia di Natale: esso compare in una ricetta del 1584 del coppiere di Lucrezia d'Este. Con Vincenzo I il fasto della tavola raggiunse splendori mai visti prima per presentazione ed elaborazione dei cibi. Per i banchetti del duca si allevavano anche nel Mincio diversi tipi di pesci d'acqua dolce, tra cui il luccio, il preferito dal principe.
Nel 1662 Bartolomeo Stefani, in servizio come capocuoco presso il ducato di Mantova, pubblicò in città il volume di cucina L'arte di ben cucinare, dedicato a Ottavio I Gonzaga principe di Vescovato. È stato il primo a offrire una sezione dedicata al vitto ordinario ("cibo ordinario"). Il libro descrive uno dei tre banchetti offerti dal duca Carlo per la regina Cristina di Svezia alla vigilia di Natale del 1655, con il dettaglio delle impostazioni di cibo e tavola per ogni ospite, tra cui un coltello, forchetta, cucchiaio, bicchiere, un piatto (al posto delle ciotole più usati) e un tovagliolo. Pare che il cuoco, in onore della regina, avesse creato appositamente la torta di tagliatelle, presente ancora oggi nelle pasticcerie della città.
Il fasto della cucina gonzaghesca seguì di pari passo il declino della famiglia.